# Ramienica zagięta
Ramienica zagięta (Chara connivens) – gatunek ramienicy.

## Morfologia
Pokrój
Stosunkowo mały makroglon (zwykle do 15 cm długości). Cienka (0,5 mm średnicy) nibyłodyga. Plecha zielona, w odróżnieniu od większości ramienic słabo inkrustowana węglanem wapnia. Roślina dwupienna. 
Okorowanie
Trzyrzędowe.  Rzędy główne i boczne podobnie wykształcone.
Nibyliście
Mocno wygięte ku sobie. 6–10 w okółku. 8–10 członów. Wygięcie szczególnie silne u osobników męskich i często u żeńskich (niepłonnych).
Kolce
Brodawkowate.
Przylistki
Brodawkowate.
Plemnie
Duże (1 mm średnicy), czerwone.
Lęgnie
Do 1,1 mm długości. Oospory ciemnobrązowe do czarnych.
Gatunki podobneRamienica krucha, zwłaszcza osobniki sterylne ramienicy zagiętej są łatwe do pomylenia, gdyż u nich wygięcie nibyliści jest mniej wyraźne.

## Biologia
Roślina jednoroczna o słabo poznanej biologii.

## Ekologia
Gatunek słodkowodny (wody twarde), ale też słonawowodny (3–9 PSU). Zwykle w wodach płytkich, do 2 m głębokości, na podłożu piaszczystym lub gytii wapiennej.  Nieliczne zbadane populacje mają różne proporcje osobników męskich i żeńskich, przy czym żeńskie osobniki preferują głębsze stanowiska (ok. 1 m głębokości), a męskie nie wykazują preferencji. Może tworzyć łąki ramienicowe jako zespół Charetum conniventis Velayos et al. 1989. Poza tym wchodzi w skład zbiorowisk elodeidów i szuwarów.
Występowanie
Występuje w dużej części Europy, łącznie z Bałtykiem, oraz północnej Afryki i w Iranie. W polskiej części Bałtyku notowana rzadko – do lat 70. XX w. w Zatoce Gdańskiej i Zalewie Wiślanym. Następnie uznano ją za gatunek wymarły lub prawdopodobnie wymarły w Polsce. Stanowisko w Zalewie Wiślanym ponownie odkryto w 2011 r., a rok później odkryto nienotowane wcześniej stanowisko w Zalewie Szczecińskim. Jednocześnie jest uważana za gatunek obcy we florze Polski.

## Zagrożenia i ochrona
Na czerwonej liście roślin i grzybów Polski określona jako gatunek wymarły (EX), na Wyspach Brytyjskich ma status gatunku narażonego na wyginięcie (VU). Podlega w Polsce ochronie gatunkowej od 2004 r.